# Homo sovieticus

Coperta unei ediţii a romanului Homo sovieticus

Homo sovieticus (pseudo-latină pentru omul sovietic) este o referință sarcastică și critică a unei categorii de persoane cu o stare de spirit specifică, care ar fi fost create de guvernele din Blocul Estic. Termenul a fost inventat de scriitorul și sociologul Alexander Zinoviev (în cartea sa cu același nume). Un termen rus similar în argou este sovok (совок, plural: sovki, совки), care este derivat din cuvântul soviet, dar înseamnă, de asemenea făraș.

## Trăsături
Ideea că sistemul sovietic ar crea un popor sovietic nou și mai bun a fost postulată întâi de către susținătorii sistemului; l-au numit Noul Om Sovietic. Dar Homo Sovieticus a fost un termen cu conotații negative scornit de către oponenți pentru a înfățișa ceea ce ei au spus că este adevăratul rezultat al metodelor sovietice. Din multe puncte de vedere, Homo Sovieticus însemna opusul Noului Om Sovietic, om caracterizat de următoarele:
- Indiferență față de urmările muncii sale (așa cum este redat în zicala „Ei se prefac că ne plătesc și noi ne prefacem că muncim”).
- Lipsă de inițiativă și sustragere de la luarea oricărei responsabilități individuale asupra oricărui lucru.
- Indiferență față de proprietatea comună și furturi mărunte de la locul de muncă, atât pentru folos personal, cât și pentru profit.[2] Un vers dintr-un șlagăr, „Totul aparține colhozului, totul îmi aparține” („всё теперь колхозное, всё теперь моё” vsyo teper kolkhoznoye, vsyo teper moyo), însemnând că oamenii de pe fermele colective prețuiau proprietatea comună ca pe a lor, a fost folosită uneori ironic pentru a se referi la cazurile de furt mărunt.
- Restricțiile Uniunii Sovietice asupra călătoriilor peste hotare și cenzurarea strictă a informației din mass-media (precum și abundența propagandei) urmărea izolarea poporului sovietic de influențele occidentale. Prin urmare, cultura populară vestică „exotică” a devenit mai interesantă tocmai pentru că a fost interzisă. Oficialitățile sovietice au numit această fascinație „idolatrie vestică” („идолопоклонничество перед Западом” idolopoklonnichestvo pered Zapadom).
- Supunerea sau acceptarea pasivă a tot ce impune guvernul asupra lor.